# 米歇尔·朱维特
米歇尔·瓦伦丁·马塞尔·朱维特（法語：Michel Valentin Marcel Jouvet，1925年11月16日—2017年10月3日）是一名法國神經科學家和醫學家。
朱維特和他的團隊的工作帶來矛盾睡眠的發現（這是他創造的術語），並將其個性化為大腦的第三種功能狀態（1959年），發現其系統發生、個體發生和主要機制。朱維特是首次開發鎮痛藥莫達非尼的研究者。

## 職業生涯
朱維特是里昂大學的實驗醫學教授。他是INSERM U 52研究組（分子夢學）和CNRS的UA 1195聯合組（警戒神經生物學狀態）的主任。1955年，他在加利福尼亞州長灘的赫拉斯·馬根的實驗室工作了一年。之後他在里昂醫學院從事實驗神經生理學研究，並在里昂神經病醫院從事臨床神經生理學研究。
朱維特在1959年描述了腦死亡的腦電圖徵兆，並在1961年將睡眠分為兩種不同的狀態：端腦（慢波）睡眠和菱形腦睡眠（矛盾睡眠，在有關該主題的英文著作中被稱為快速眼動睡眠）。他繪製了負責快速動眼期的大腦區域
朱維特的評論《矛盾的睡眠機制》於1994年發表在《睡眠》（Sleep）雜誌上。在《睡眠的悖論》（The Paradox of Sleep，麻省理工學院出版社，1999年）中，朱維特提出了一個推測性的理論，即做夢的目的是一種反覆的神經系統編程，其作用是維護個人的心理遺傳，即人格的基礎。他還寫了一本小說《夢的城堡》（The Castle of Dreams）。
1959年，朱維特在貓身上進行了幾個關於快速眼動睡眠期間肌肉失張力（癱瘓）的實驗。他證明快速眼動睡眠的產生取決於完整的橋腦被蓋，快速眼動睡眠失張力是由於延髓的運動中心受到抑制。藍斑核周圍有病變的貓在快速眼動睡眠期間肌肉運動受限較少，並顯示出各種複雜的行為，包括表明它們在夢中進行攻擊、防禦和探索的運動模式。朱維特的研究導致快速眼動睡眠行為障礙的確定。

## 榮譽
朱維特於1977年獲選為法蘭西科學院院士，1981年在美國獲得科學院內部獎，1983年獲得醫學研究基金會獎。1991年，他被授予著名的杜卡獎。
1990年，睡眠研究學會向朱維特頒發傑出科學家獎。2003年6月，他在相關專業睡眠協會（APSS）的第17屆年會上受到表彰。

## 晚年生活
2017年10月3日，朱維特在維勒班逝世，享年91歲。